# Kurt Koch
Kurt Koch (Sinh 1950) là một Hồng y người Thụy Sĩ của Giáo hội Công giáo Rôma. Ông hiện đảm nhận vai trò Hồng y Đẳng Phó tế Nhà thờ Nostra Signora del Sacro Cuore và Chủ tịch Hội đồng Giáo hoàng về Cổ võ Hợp nhất Kitô giáo, Chủ tịch Uỷ ban Đối thoại Liên tôn với Hồi Giáo.
Xuất phát điểm là lãnh đạo giáo hội địa phương trước khi về Giáo triều Rôma, ông từng đảm trách nhiều vai trò tại Thụy Sĩ như: Giám mục chính tòa Giáo phận Basel (1995 - 2010), Giám quản Tông Tòa Giáo phận Basel (2010). Tại Hội đồng Giám mục Thụy Sĩ, ông cũng từng đảm nhiệm vai trò Chủ tịch từ năm 2006 đến năm 2009. Ông được thăng hàm Tổng giám mục năm 2010 trước khi được vinh thăng Hồng y ngày 20 tháng 11 năm 2010, bởi Giáo hoàng Biển Đức XVI.

## Tiểu sử
Hồng y Kurt Koch sinh ngày 15 tháng 3 năm 1950 tại Emmenbrücke, Thụy Sĩ. Sau quá trình tu học dài hạn tại các cơ sở chủng viện theo quy định của Giáo luật, ngày 20 tháng 6 năm 1982, Phó tế Koch, 32 tuổi, tiến đến việc được truyền chức linh mục. Cử hành nghi thức truyền chức cho tân linh mục là giám mục Otto Wüst, Giám mục Phụ tá Giáo phận Basel. Linh mục Koch đồng thời cũng là thành viên linh mục đoàn Giáo phận Basel.
Sau 17 năm thi hành các công việc mục vụ với thẩm quyền và cương vị của một linh mục, ngày 21 tháng 8 năm 1995, linh mục Kuch Koch được bầu chọn làm Giám mục chính tòa Giáo phận Basel. Sau đó, phía Tòa Thánh loan tin Giáo hoàng đã quyết định tuyển chọn linh mục Kurt Koch, 45 tuổi, gia nhập Giám mục đoàn Công giáo Hoàn vũ, với vị trí được bổ nhiệm là Giám mục chính tòa Giáo phận Basel vào ngày 6 tháng 12 năm 1995. Lễ tấn phong cho vị giám mục tân cử được tổ chức sau đó vào ngày 6 tháng 1 năm 1996, với phần nghi thức chính yếu được cử hành cách trọng thể bởi 3 giáo sĩ cấp cao, gồm chủ phong là đương kim giáo hoàng, Giáo hoàng Gioan Phaolô II; hai vị giáo sĩ còn lại, với vai trò phụ phong, gồm có Tổng giám mục Giovanni Battista Re, Thành viên Phủ Quốc vụ khanh Tòa Thánh và Tổng giám mục Jorge María Mejía, Tổng Thư ký Thánh bộ Giám mục và Hồng y Đoàn. Tân giám mục chọn cho mình châm ngôn:UT SIT IN OMNIBUS CHRISTUS PRIMATUM TENENS trong tiếng Latinh, CHRISTUS HAT IN ALLEM DEN VORRANG trong ngôn ngữ bản địa.
Tại Hội đồng Giám mục Thụy Sĩ, ông đảm nhận vai trò Chủ tịch Hội đồng Giám mục trong giai đoạn từ năm 2006 đến năm 2009.
Công việc cai quản giáo phận tại quê hương của giám mục Kurt Koch bất ngờ chấm dứt bằng quyết định từ phía Tòa Thánh, công bố việc bổ nhiệm Giám mục này trở thành một thành viên trong Giáo triều Rôma. Cụ thể, ông trở thành Giám quản Tông Tòa Giáo phận Basel, thăng hàm Tổng giám mục, bổ nhiệm vào vị trí Chủ tịch Hội đồng Giáo hoàng về Cổ võ Hợp nhất Kitô giáo và chức vụ Chủ tịch Uỷ ban Đổi thoại Liên tôn với Hồi Giáo. Các thông báo về việc bổ nhiệm tren được phòng báo chí Tòa Thánh loan tin đi vào ngày 1 tháng 7 năm 2010.
Sau vài tháng sau khi được bổ nhiệm về làm việc tại giáo triều, qua công nghị Hồng y năm 2010 được cử hành ngày 20 tháng 10, Giáo hoàng Biển Đức XVI vinh thăng Tổng giám mục Kurt Koch tước vị danh dự của Giáo hội Công giáo, Hồng y. Tân Hồng y thuộc Đẳng Hồng y Phó tế và Nhà thờ Hiệu tòa được chỉ định là Nhà thờ Nostra Signora del Sacro Cuore. Sau đó, tân hồng y đã đến nhà thờ hiệu tòa của mình và cử hành các nghi thức nhận chức vụ vào ngày 1 tháng 1 năm 2011.